# Slag bij Çeşme
De Slag bij Çeşme (Turks: Çeşme Deniz Savaşı) was een zeeslag bij en in de Çeşmebaai in het zeegebied tussen Anatolië en het eiland Chios, waar eerder al een aantal zeeslagen had plaatsgevonden tussen het Ottomaanse Rijk en Venetië. De slag was onderdeel van de Orlovopstand, een opstand die door de Russische graaf Aleksej Grigorjevitsj Orlov werd opgezet onder Griekse rebellen op het schiereiland Mani en die tot doel had om de Grieken tot opstand aan te zetten tegen de Turken. Deze mislukte opstand was een voorloper van de uiteindelijke Griekse Onafhankelijkheidsoorlog van 1821 tot 1829. De slag vormde de eerste van een aantal voor het Ottomaanse Rijk rampzalig verlopen zeeslagen tegen het Russische Rijk en de enige grote zeeslag tijdens de Vijfde Russisch-Turkse Oorlog.

## Russische voorbereidingen
De Vijfde Russisch-Turkse Oorlog was begonnen in 1768. Een jaar later stuurde het Russische Rijk verschillende eskaders vanuit de Oostzee naar de Middellandse Zee om de aandacht van de Turken af te leiden van de Russische Zwarte Zeevloot, die toen uit zes oorlogsschepen bestond. Twee Russische eskaders onder leiding van admiraal Grigori Spiridov en de Britse konter-admiraal en adviseur John Elphinston, sloten zich aaneen onder de leiding van graaf Aleksej Orlov, de chef-staf van de Russische vloot en gingen op zoek naar de Turkse vloot.

## Turkse vloot
Op 5 juli 1770 troffen de Russen de vloot aan op iets ten noorden van de Çeşmebaai in Westelijk Anatolië, voor anker in een linie. Het is onzeker uit hoeveel schepen de Turkse vloot bestond, maar er bevonden zich in ieder geval 14 tot 16 oorlogsschepen onder, waaronder de Real Mustafa met 84 kanonnen, de Rodos met 60 kanonnen en een vlaggenschip met 100 kanonnen. Daarnaast waren er mogelijk 6 fregatten, 6 xebecs, 13 galeien en 32 kleinere boten, met in totaal ongeveer 1300 kanonnen. Van de oorlogsschepen, die elk 70 tot 100 kanonnen hadden, bevonden zich tien in de hoofdlinie van de Turken, met daarachter ongeveer zes oorlogsschepen in de tweede linie. Deze waren op zo'n manier opgesteld dat ze konden vuren door de gaten in de hoofdlinie. Daarachter bevonden zich andere schepen, zoals fregatten en xebecs. De Turkse vloot stond onder leiding van kapudan pasja Hosameddin, die zich bevond op het vierde schip van de hoofdlinie aan de noordzijde, met commandant Hassan Pasja op het eerste schip; de Real Mustafa en commandant Djaffer Bey op het zevende schip. Twee andere, waarschijnlijk kleinere, oorlogsschepen hadden de vloot de avond ervoor verlaten om naar Mytilene te varen.

## Eerste slag (5 juli)
Nadat de Russen een aanvalsplan hadden opgesteld, zeilde de Russische aanvalslinie in de richting van de zuideinde van de Turkse linie, om vandaaruit verder in noordelijke richting te varen, waardoor de schepen naast die van de Turkse vloot kwamen te liggen, waarbij de achtersteven als laatste in actie kwam. Elphinston wilde eigenlijk eerst de noordelijke zijde benaderen, om daarna met de wind mee langs de Turkse vloot te varen, waarbij de schepen een voor een dan zouden worden aangevallen. Deze methode werd later wel gebruikt door Nelson bij de Slag op de Nijl in 1798. Om ongeveer 11:45 openden de Turken het vuur, iets later gevolgd door de Russen. Drie Russische oorlogsschepen hadden moeite om in positie te blijven; de Evropa keerde om en kwam weer terug in de linie achter de Rostislav; de Tretsj Svjatitelaj draaide om het tweede Turkse schip heen, alvorens weer terug te keren in de Russische linie, waarbij ze per ongeluk werd aangevallen door de Tretsj Ijerartsjov en de Sv. Ijanuarii keerde ook om, alvorens terug in de linie te komen.

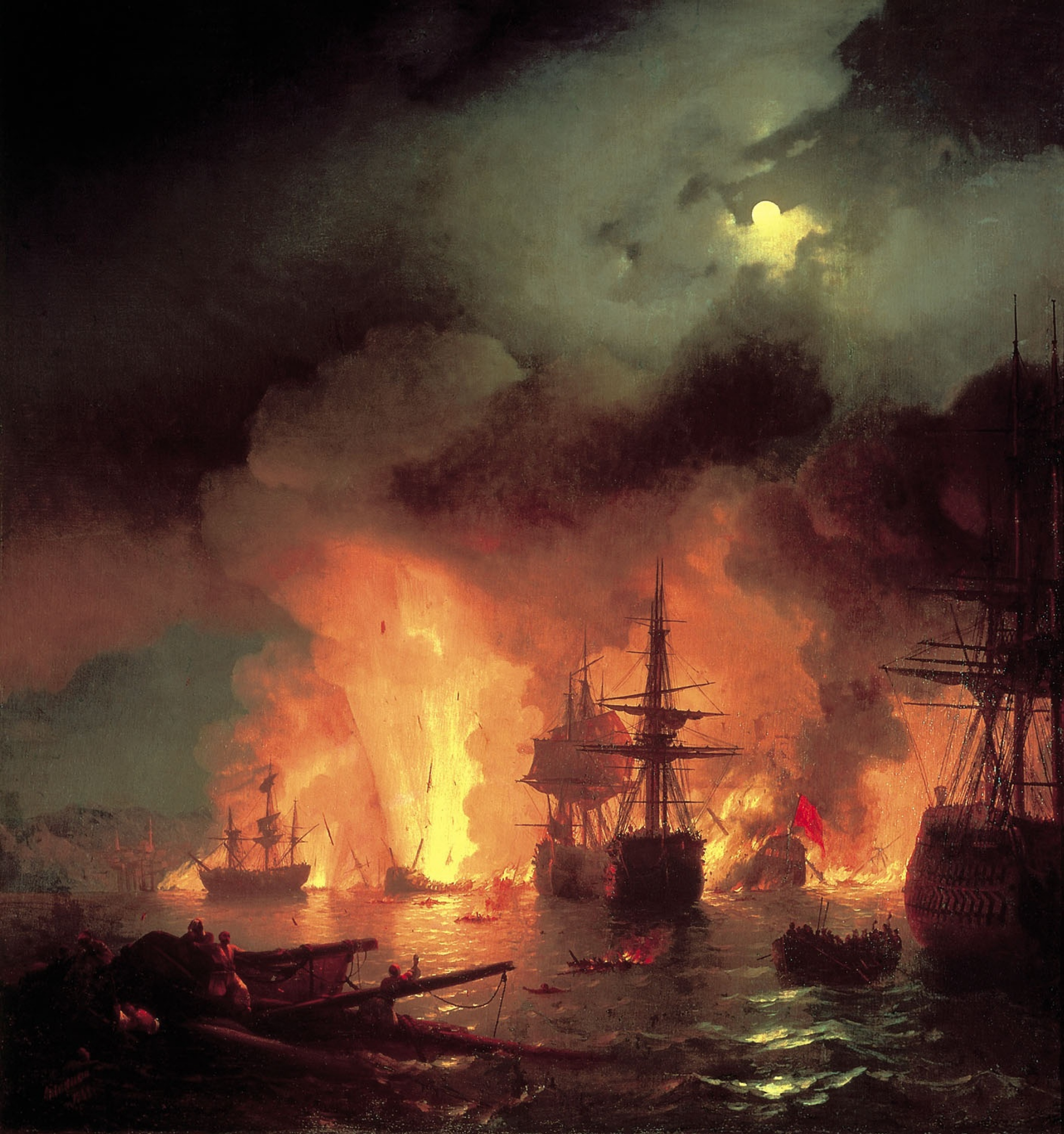
Slag bij Çeşme (Ivan Aivazovski, 1881)

De Russische admiraal Spiridov bevond zich op de Sv. Evstafii, die een slag voerde met Hassan Pasja's Real Mustafa op korte afstand van elkaar. Daarop vloog de Real Mustafa plotseling in brand. Haar hoofdmast kwam naar beneden en belandde op het dek van de Sv. Evstafii, waardoor het Russische schip werd opgeblazen. Kort daarna werd ook de Real Mustafa opgeblazen.
Volgens Elphinston, die beweerde dat de Russen bijna nutteloos waren, hadden Spiridov en de broer van bevelhebber Aleksej Orlov, graaf Fjodor Orlov de Sv. Evstafii verlaten voordat het vuur zich in hun richting begaf. Spiridov belandde daarop op de Tretsj Svjatitelaj. De kapitein van de Sv. Evstafii', Kruse, overleefde de brand ook. Rond 14:00 stopte het gevecht, toen de Turken hun ankertouwen doorsneden en in zuidwaartse richting de baai binnenvoeren, waar de schepen een verdedigingslinie vormden, bestaande uit acht oorlogsschepen, met daarachter een tweede linie en de overige schepen daarachter.

## Tweede slag (7 juli)
Op 6 juli bombardeerden de Russische schepen de Turkse schepen en een aantal doelen op het land. In de nacht naar 7 juli om ongeveer 0:30 zond Orlov Samuel Greig, die was overgestapt op de Rostislav, in de aanval met de Evropa, Rostislav en de Ne tron menja, in de vorm van een noord-zuidlinie, in de richting van de Turkse schepen. Hij hield de Saratov in reserve, liet de Nadezjda de kustbatterijen aanvallen op de oostelijke oever van de ingang van de baai, de Afrika die op de westelijke oever van de ingang van de baai, hierin gesteund door de Grom. Rond 1:30 (of vroeger; volgens Elphinston waren de tijden ongeveer 90 minuten eerder) blies een Turks oorlogsschip op nadat haar topzeil had vlam gevat als gevolg van kanonschoten vanuit de Grom en/of de Ne tron menja, waarna het vuur zich snel verspreidde naar andere oorlogsschepen. Tegen 2:00 waren twee Turkse oorlogsschepen opgeblazen en stonden er nog eens twee in brand. Hierop stuurde Greig drie branders (het vierde schip zag het gevaar en voer niet naar de Turkse schepen), die er voor een klein deel toe bijdroegen dat de hele Turkse vloot in brand vloog. Rond 4:00 stuurden de Russen boten om de twee schepen die nog niet in brand waren gevlogen te redden, maar een ervan vloog in brand toen deze op sleeptouw werd genomen. De andere; de Rodos, werd samen met vijf galeien buitgemaakt door de Russen. Rond 8:00 's ochtends werd de strijd gestaakt.

## Resultaten
De Russische verliezen bedroegen op 5 juli 14 doden met daarbij de 636 doden op de Sv. Evstafii en ongeveer 30 gewonden en op 7 juli 11 doden. De Turkse verliezen lagen op ongeveer 11.000 doden. Hosameddin, Hassan Pasja en Djaffer Bey overleefden de slag. Hosameddin werd ontslagen uit zijn functie, die werd overgedragen aan Djaffer Bey.

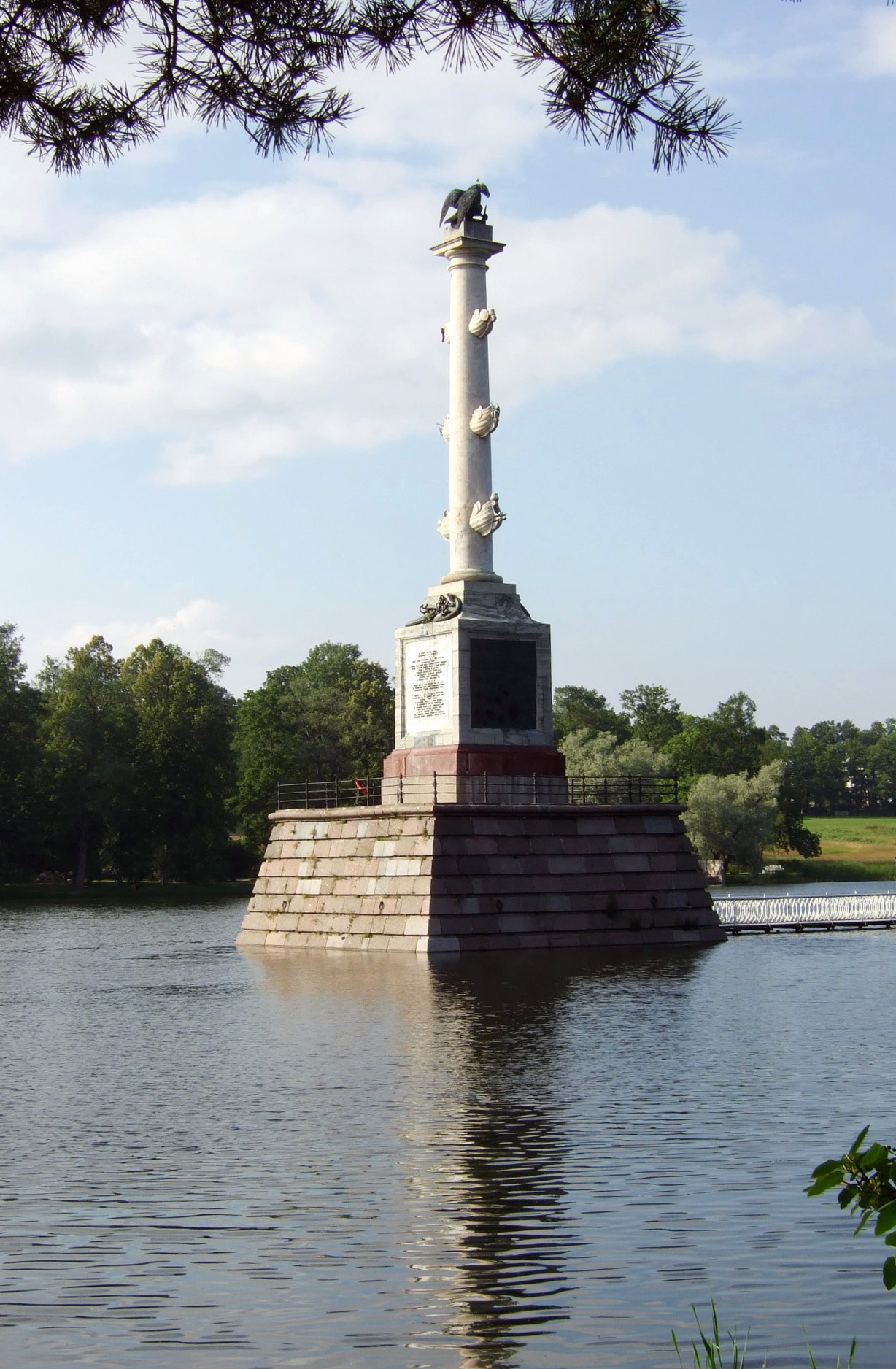
Tsjesme-kolom

De Slag bij Çeşme werd op dezelfde dag gestreden als de Slag bij de Larga. Het was de grootste nederlaag op zee die het Ottomaanse Rijk had geleden sinds de Slag bij Lepanto in 1571. De zeeslag zorgde voor een groot vertrouwen bij de Russische vloot en zorgde ervoor dat de Russen daarop de Egeïsche Zee beheersten. Hierdoor konden Turkse forten op de kust eenvoudig worden aangevallen en vernietigd en de Ottomaanse hoofdstad Constantinopel geen voedselvoorraden meer over zee kon aanvoeren. De grote nederlaag van de Turkse vloot versnelde ook opstanden door minderheidsgroepen binnen het Ottomaanse Rijk, wat de Russische legers meehielp bij het behalen van de overwinning in deze oorlog.
Catharina de Grote liet vier monumenten oprichten om de overwinning te gedenken: het Tsjesmepaleis en de Tsjesmekerk in Sint-Petersburg (1774-1777), de Tsjesme-obelisk in Gatsjina (1775) en de Tsjsmekolom in Tsarskoje Selo (1778).